# One Day It'll All Make Sense
One Day It'll All Make Sense è il terzo album discografico in studio del rapper statunitense Common, pubblicato il 30 settembre 1997 dalla Relativity Records.

## Tracce
1. Introspective – 1:36
2. Invocation – 2:14
3. Real Nigga Quotes – 5:24
4. Retrospect for Life (feat. Lauryn Hill) – 6:23
5. Gettin' Down at the Amphitheater (feat. De La Soul) – 5:18
6. Food for Funk – 4:10
7. G.O.D. (Gaining One's Definition) (feat. Cee-Lo) – 4:47
8. My City – 5:07
9. Hungry – 2:33
10. All Night Long (feat. Erykah Badu) – 7:35
11. Stolen Moments, Pt. 1 – 2:02
12. Stolen Moments, Pt. 2 (feat. Black Thought) – 2:57
13. 1'2 Many... – 3:12
14. Stolen Moments, Pt. 3 (feat. Q-Tip) – 3:13
15. Making a Name for Ourselves (feat. Canibus) – 4:53
16. Reminding Me (Of Sef) (feat. Chantay Savage) – 4:55
17. Pop's Rap Part 2 / Fatherhood (feat. Lonnie Lynn) – 3:49